# Újtordai református templom
Az újtordai református templom műemlékké nyilvánított templom Romániában, Kolozs megyében. A romániai műemlékek jegyzékében a CJ-II-m-B-07789 sorszámon szerepel.